# Alessandro Piperno
Alessandro Piperno, né le 25 mars 1972 à Rome, est un écrivain italien.

## Biographie
Alessandro Piperno est diplômé en littérature française de l'université de Rome « Tor Vergata », où il enseigne ensuite cette matière avant d'être nommé chercheur en octobre 2008.
Passionné de Marcel Proust, il lui a consacré deux essais : Proust antijuif (Proust antiebreo, 2000) et Contro la memoria (2012).
En 2005, son premier roman, Avec les pires intentions (Con le peggiori intenzioni) suscite la polémique pour sa peinture sans concession de la haute bourgeoisie juive romaine, de la jeunesse dorée italienne,. Lors de sa sortie en Italie, le roman est applaudi par certains, mais vivement critiqué par d'autres,. L'écrivain définit ce roman comme « une sorte de Portnoy », par référence au roman de Philip Roth, auteur qu'il admire.
Persécution (Persecuzione. Il fuoco amico dei ricordi), son roman suivant, paru en 2010 et dont le point de départ est une accusation de viol, est tout aussi provocateur, mais d'une tonalité plus grave. C'est le premier volet d'un diptyque, qu'il poursuit en 2012 avec Inséparables (Inseparabili. Il fuoco amico dei ricordi).
Alessandro Piperno est considéré comme un auteur majeur de la littérature italienne contemporaine. Tous ses textes sont publiés en France par les éditions Liana Levi.
Depuis novembre 2020, il dirige la collection éditoriale I Meridiani.

## Prix et récompenses
En 2011, Alessandro Piperno obtient, en France, le prix du Meilleur Livre étranger pour Persécution et, en juillet 2012, le prix Strega pour Inséparables.

## Œuvre

### Romans
- Con le peggiori intenzioni (2005) Avec les pires intentions, traduit par Fanchita Gonzalez Batlle, Paris, Éditions Liana Levi, 2006, 360 p.  (ISBN 2-86746-395-5) ; réédition, Paris, Gallimard, coll. « Folio » no 4611, 2007, 439 p.  (ISBN 978-2-07-034740-7) ; réédition, Paris, Éditions Liana Levi, coll. « Piccolo » no 128, 2016, 390 p.  (ISBN 978-2-86746-796-7)
- Persecuzione. Il fuoco amico dei ricordi (2010) - Prix du Meilleur Livre étranger 2011 Persécution, traduit par Fanchita Gonzalez Batlle, Paris, Liana Levi, 2011, 420 p.  (ISBN 978-2-86746-574-1) ; réédition, Paris, LGF, coll. « Le Livre de poche » no 32885, 2013, 498 p.  (ISBN 978-2-253-16855-3)
- Inseparabili. Il fuoco amico dei ricordi (2012) - Prix Strega 2012 Inséparables, traduit par Fanchita Gonzalez Batlle, Paris, Éditions Liana Levi, 2012, 393 p.  (ISBN 978-2-86746-625-0) ; réédition, Paris, LGF, coll. « Le Livre de poche » no 33275, 2014, 448 p.  (ISBN 978-2-253-17818-7)
- Dove la storia finisce (2016) Là où l'histoire se termine, traduit par Fanchita Gonzalez Batlle, Paris, Éditions Liana Levi, 2017, 296 p.  (ISBN 978-2-86746-941-1)
- Aria di famiglia

### Nouvelle
- La favola della vita vera (2007)

### Essais
- Proust antiebreo (2000) Proust antijuif, Paris, Liana Levi, coll. « Opinion », 2007, 220 p.  (ISBN 978-2-86746-460-7)
- Il demone reazionario. Sulle tracce del «Baudelaire» di Sartre (2007)
- Contro la memoria (2012)
- Pubblici infortuni (2013)
- Il manifesto del libero lettore. Otto scrittori di cui non so fare a meno (2017)